# ベセスダ (メリーランド州)
ベセスダ（Bethesda [bəˈθɛzdə]）は、アメリカ合衆国メリーランド州のモンゴメリー郡にある非法人地域。ワシントンD.C.の北西に隣接する。「ベセズダ」とも表記する。

## 概要
ベセスダという地名は、この地域に1820年に設立されたベセスダ長老派教会に因むものである。さらに、この教会の名は、エルサレムにあってイエスが病人を癒したとされるベトザタの池（Pool of Bethesda、ヨハネによる福音書5章2節参照）に由来する。
非法人地域であるためその領域は公式には定められていないが、アメリカ合衆国国勢調査局が定めた国勢調査指定地域（CDP）としてのベセスダは北緯38度59分 西経77度07分 / 北緯38.983度 西経77.117度を中心とする地域で、その面積は34.2km2、人口は6万8056人（2020年）である。
高級住宅街として知られている。また、アメリカ国立衛生研究所（NIH）、米国消費者製品安全委員会、アメリカ国立医学図書館といった連邦政府の機関が立地しているほか、ロッキード・マーティン、マリオット・インターナショナルなどの企業が本社を置いている。